# Baie de Bonne Anse
La baie de Bonne Anse se situe dans la commune des Mathes, à l'embouchure de la Gironde sur la façade atlantique. Elle s'est formée au cours du XIXe siècle à la suite de la disparition de l'île d'Armote. Sa richesse en biotopes littoraux fait d'elle l'un des plus grands sites naturalistes de la Charente-Maritime. L'étendue des milieux dunaires est remarquable.
En lisière de la forêt domaniale de la Coubre, s'étendant sur plus de 7000 hectares vierges de toute construction humaine, elle ferme la côte sauvage de la Charente-Maritime, comportant plus de 20 km de plage évoluant au gré des courants océaniques.
La baie s'étend sur plus de 1000 hectares, le banc de sable mesure 6,5 km de long.

## Géographie
La baie de Bonne Anse débute par la pointe de la Coubre sur lequel fût construit le phare de la Coubre en 1904 afin de remplacer un précédent édifice rongé par la mer.
Sa formation est due à la confrontation entre les courants atlantiques balayant les côtes et les courants de la Gironde se déversant dans l'Océan Atlantique. Le courant océanique, fortement chargé en sable, ralentit au passage de la Pointe de la Coubre, ce qui permet au sable de se déposer massivement autour et dans Bonne-Anse.
La baie est ainsi en perpétuelle évolution, si bien que son avenir est incertain. Le sable remplit progressivement l'anse et le passage qui permet son remplissage au gré des marées est de plus en plus étroit, si bien que le site pourrait devenir un lac intérieur, menaçant les activités commerciales et portuaires de l'anse. Elle est très sensible au changement climatique et se modifie radicalement ces dernières années suite aux très nombreuses tempêtes hivernales.

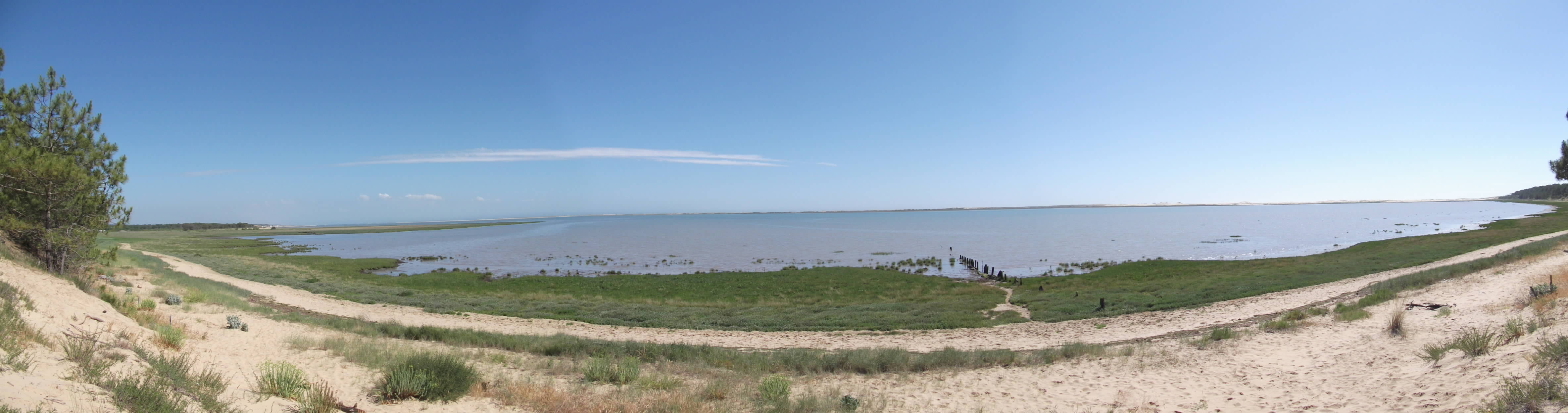
Panorama de la baie de Bonne-Anse

Le banc de sable qui l'entoure atteint une altitude maximale de 14 mètres hydrographiques.
La baie était auparavant un haut lieu de la culture des huîtres avec des captages de naissains.
Actuellement, la baie de Bonne Anse est un lieu privilégié pour le touriste amoureux de la nature et de vacances à la mer, les pêcheurs de coquillages à marée basse, ou les véliplanchistes à marée haute.

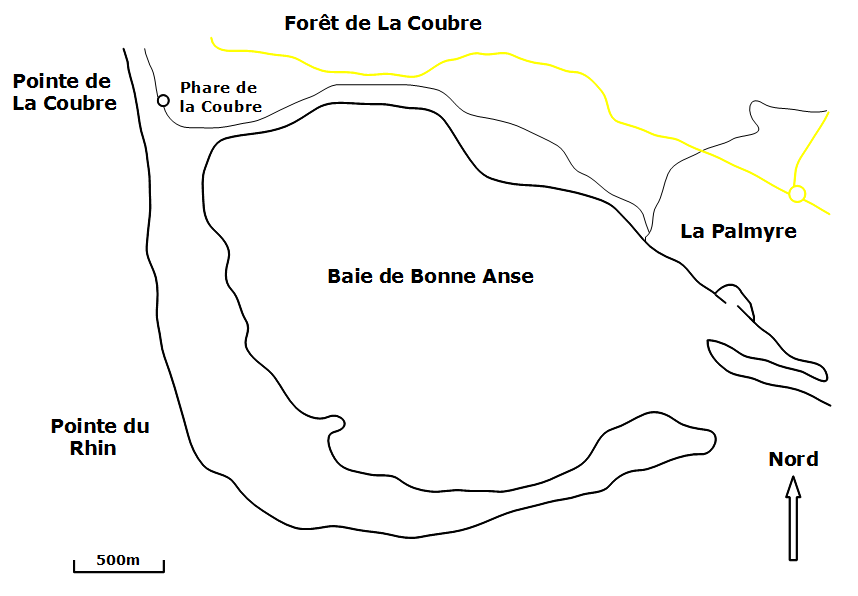
Plan de la baie de Bonne Anse

## Richesse naturaliste
Cette immense baie est relativement peu prospectée et possède une richesse naturaliste assez mystérieuse, on y découvre régulièrement de nouvelles espèces.
Bonne-anse comporte une grande étendue de milieux dunaires, avec elle, un panel d'espèce végétales et animales typiques : Chardon bleu, Euphorbe maritime, Oyat, Criste marine, Traquet motteux, Cochevis huppé, Perce-oreille des sables., La dune accueille notamment deux espèces d'oiseaux nicheurs peu fréquentes, le Pipit rousseline et le Gravelot à collier interrompu, et une espèce dont elle est le seul site de reproduction en Charente Maritime, l'Huitrier pie. Elle est un grand site de migration à l'automne, pour les Piérides du chou et les Vulcains, qui passent par milliers en septembre et en octobre, et pour les oiseaux, dont plusieurs centaines de milliers de Pinsons des arbres, Pipits farlouses et Bergeronnettes grises dans la saison.
La baie comprend une grande vasière sur laquelle pousse les Zostères. Le site est en perpétuelle évolution du fait de la fermeture progressive de la baie par un banc sableux. On constate depuis 1965 un enrichissement constant de la flore et la présence de plusieurs espèces rares ou protégées. La baie est un site d'hivernage pour la Bernache cravant, le Tadorne de Belon, le Canard siffleur, le Pluvier argenté et le Bécasseau variable. Elle est un site de halte migratoire pour de nombreux limicoles et accueille chaque saison plusieurs Balbuzards pêcheurs.
A la jonction des deux biotopes, naissent dans le schorre, des phragmitaies, jonchaies et prés-salés accueillant en migration le Busard des roseaux, la Rémiz penduline et le Bruant des roseaux, et en reproduction, la Cisticole des joncs et le très rare Azuré de l'ajonc. Il constitue également une zone de halte pour de très nombreux passereaux, notamment le Phragmite aquatique, en danger critique d'extinction au niveau mondial.
En lisière de la forêt de la Coubre, le Pouillot de Bonelli, la Mésange huppée, la Cigale grise, et le Cerf élaphe sont très présents.
La dune borde la sortie de l'Estuaire de la Gironde, où le brassage des sédiments attirent d'immenses rassemblements de Macreuses noires auxquelles s'ajoutent des Macreuses brunes, c'est aussi, un site de chant pour le Maigre.

## Galerie

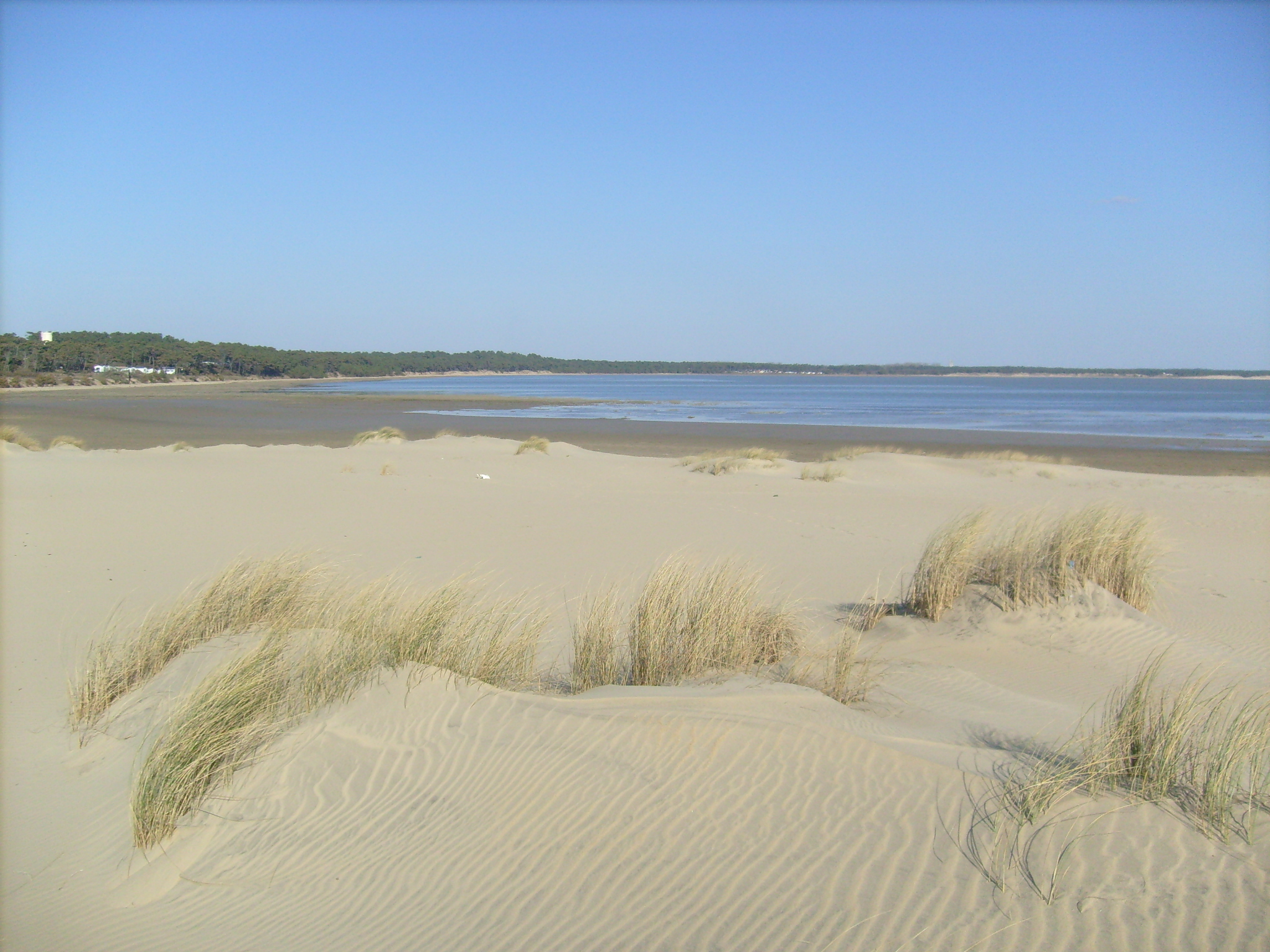
La côte de la baie vue depuis la pointe de la Coubre.
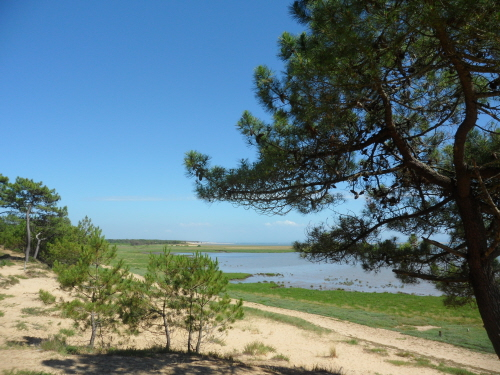
La baie de Bonne-Anse.
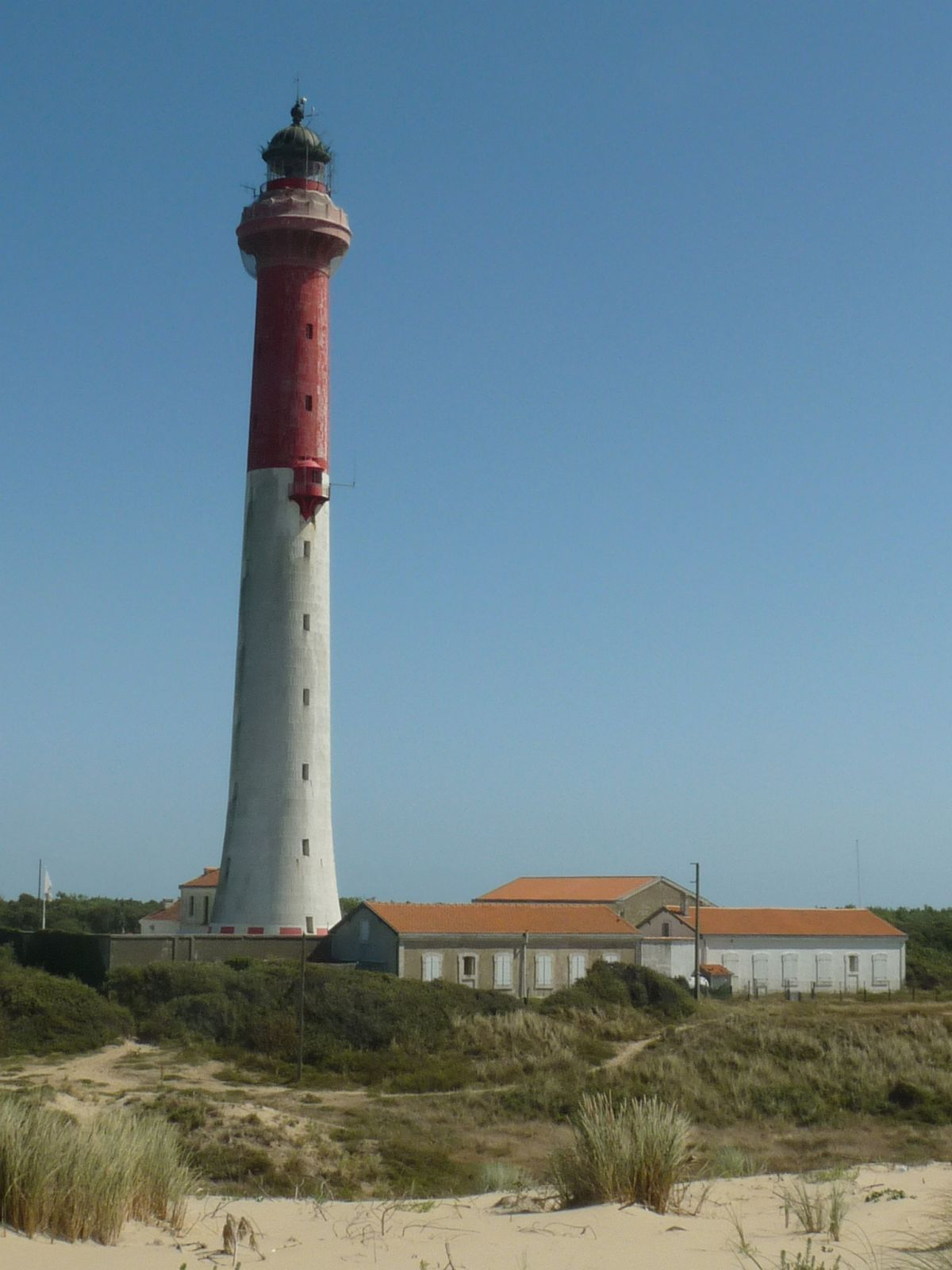
Phare de la Coubre
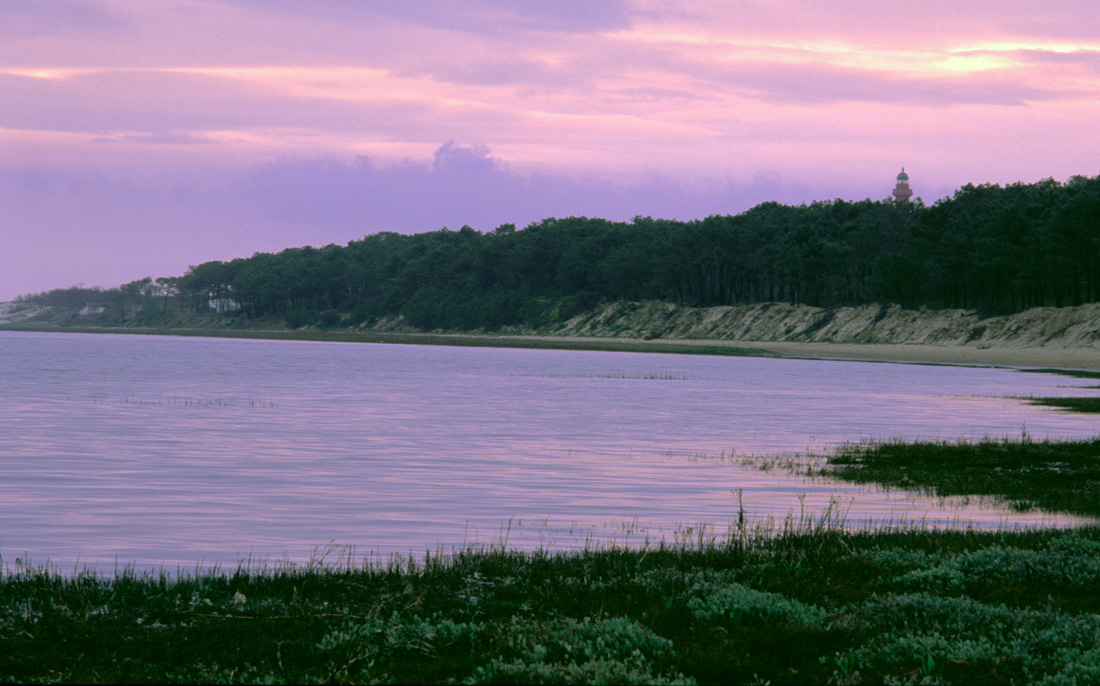
La baie de Bonne Anse au coucher du soleil